# Paleoplatyura
Paleoplatyura is een muggengeslacht uit de familie van de paddenstoelmuggen (Mycetophilidae).

## Soorten
- P. aldrichii Johannsen, 1909
- P. johnsoni Johannsen, 1910
- P. melanderi Fisher, 1941